# Regeringen Michelsen

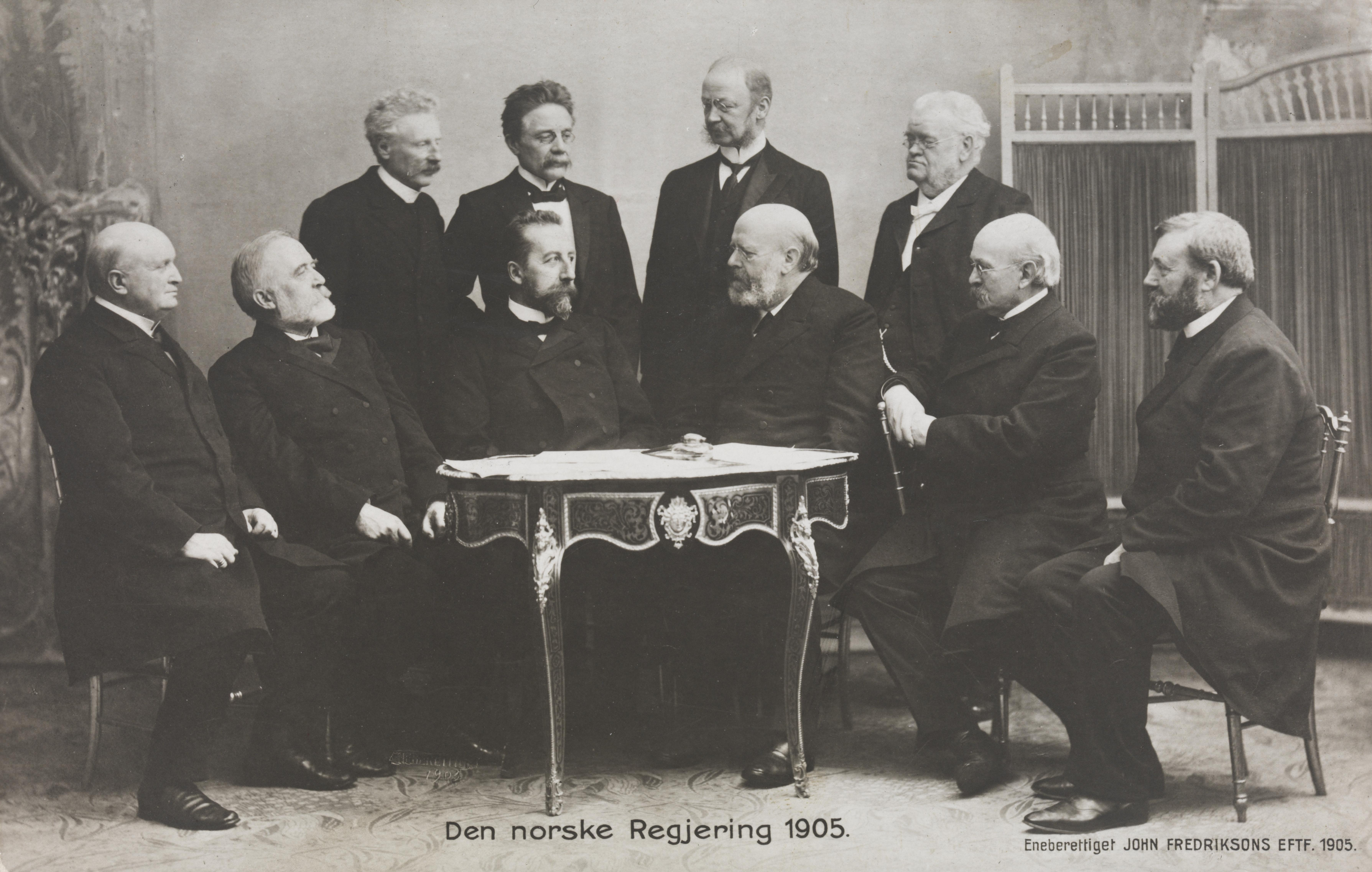
Regeringen Michelsen

Regeringen Michelsen var en norsk regering som tillträdde 11 mars 1905. Det var en koalitionsregering mellan Venstre, Høyre, Moderate Venstre och Samlingspartiet. Statsminister var Christian Michelsen och Sofus Arctander (31 augusti-23 september 1905). Utrikesminister och Norges statsminister i Stockholm var Jørgen Løvland. Regeringen avgick den 23 oktober 1907.